# Stemonurus ammui
Stemonurus ammui är en järneksväxtart som först beskrevs av Kanehira, och fick sitt nu gällande namn av Herman Otto Sleumer. Stemonurus ammui ingår i släktet Stemonurus och familjen Stemonuraceae. Inga underarter finns listade i Catalogue of Life.